# Enciclopedias en inglés
Las enciclopedias en idioma inglés son trabajos editoriales publicados principalmente en Norteamérica e Inglaterra durante el siglo XIX y principios del XX. Al inicio, incluyeron muchos trabajos de referencia para lectores generales o para lectores más jóvenes; diseñados en diferentes formatos. Además, la mayoría de estas enciclopedias, eran revisadas constantemente y se le agregaban apéndices anuales que complementaban los artículos básicos de la enciclopedia.

## Encyclopaedia Britannica
La más conocida de las enciclopedias es la Enciclopedia Británica que en su 14.ª edición de 1929. Fue revisada y reeditada completamente en 24 volúmenes. En 1974 totalmente una nueva edición (décima quinta edición, 30 volúmenes) apareció, la nueva Enciclopedia Britannica y fue conocida familiarmente como Britannica 3. Incluía una Macropedia que contenía artículos de actualidad en 19 volúmenes y una Micropedia en 10 volúmenes, similar a un diccionario enciclopédico con entradas de referencia. También incluía una Propedia o índice.

## Encyclopedia Americana
La Enciclopedia Americana (Encyclopedia Americana) en inglés apareció por primera vez en 1829, tenía 30 volúmenes y fue compilada por el publicista y educador alemán americano Francis Lieber. Otros trabajos de referencia son Enciclopedia Columbia editada en 1935, en 1 solo volumen. Otro trabajo es la Enciclopedia Collier o Collier's Encyclopedia en 24 volúmenes, publicada entre 1949-1951. Otro trabajo es la Enciclopedia Internacional, publicada en 1963 en 20 volúmenes.

## Encyclopedia Africana
La Enciclopedia Africana fue iniciada por Du Bois, un africano que radicaba en Estados Unidos y se trasladó hacia una nueva nación independiente africana del oeste llamada Ghana. La enciclopedia Africana es un trabajo de referencia sobre africanos y temas africanos de interés mundial. Lamentablemente cuando Du Bois trato de regresar a Estados Unidos su visa fue negada porque se había inscrito en el partido comunista de Ghana. Al cumplir cerca de los 98 años fue condecorado por el presidente de Ghana como “el primer ciudadano de África".

## Canadian Encyclopedia
La Enciclopedia Canadiense en 3 volúmenes (1.ª edición, 1985), diseñada para substituir a la Enciclopedia de Historia y cultura de Canadá (10 volúmenes; la 11.ª edición, 1975), fue revisada y ampliada a cuatro volúmenes en 1988. Era actualizada y revisada como edición de un solo volumen en 2000. Comprensivo y cubría todos los temas, el trabajo mantiene énfasis en el tema canadiense. Apareció en formato de CD-ROM a partir de 1996.

## Funk & Wagnalls encyclopedia
La enciclopedia de Funk y Wagnalls fue una de las primeras publicada en 1912 y que ha estado en constantes revisiones desde entonces. La actual edición, Funk & Wagnalls New Encyclopedia, tiene 29 volúmenes de cada una.

## Random House Encyclopedia
Otra enciclopedia americana para el lector general incluye a the Random House Encyclopedia (primera edición, 1977), publicado en dos secciones: un Colorpedia con artículos largos sobre asuntos generales y de un Alphapedia de los artículos cortos que se arreglan alfabéticamente. Similar trabajo es la enciclopedia académica americana o (Academic American Encyclopedia) tiene 21 volúmenes (primera edición 1980; revisado anualmente) se basa en entradas cortas.

## World Book Encyclopedia
La enciclopedia más notable es la World Book Encyclopedia en 22 volúmenes (primera edición, 1917); otra es Compton's Encyclopedia, enciclopedia en 26 volúmenes; y el New Book of Knowledge en 21 volúmenes (primera edición, 1966), publicado por Grolier. En 1972 Funk y Wagnalls publicaron la primera edición de Young Students Encyclopedia, en 20 volúmenes. Fue revisada y relanzada en 1988.

## World Encyclopedia of Law
Esta Enciclopedia Jurídica tiene más de 120.000 entradas, incluyendo un Diccionario Jurídico y un Tesauro Jurídico. Diseñada para ofrecer todo tipo de información jurídica de forma organizada y comprensiva, la Encyclopedia of Law está dividida en diferentes enciclopedias legales (Americana, Europea, Asiática, Inglesa, Australiana, etc.) y cubre todos los temas legales de relevancia, así como otros de menor relevancia. Accesible en lawin.org.